# Valérie Lemercier
Valérie Lemercier (Dieppe, 9 de março de 1964) é uma actriz, roteirista, cantora, cineasta e comediante francesa..
Ela já ganhou duas vezes o César de melhor atriz secundária: A primeira vez em 1994, pelo filme Les Visiteurs e a segunda em 2007, pelo filme Fauteuils d'orchestre.

## Carreira

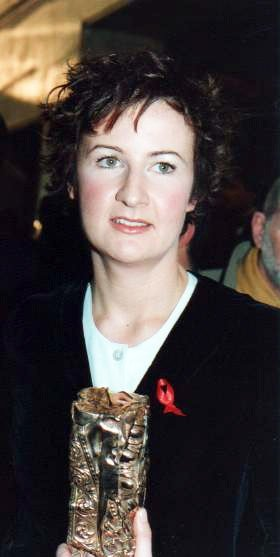
Valérie na cerimônia do César em 1994.

### Como actriz
- 1990 - May Fools
- 1991 - L'Opération Corned-Beef
- 1992 - Le Bal des casse-pieds
- 1993 - Les Visiteurs
- 1994 - La Cité de la peur
- 1995 - Sabrina
- 1997 - Quadrille
- 2002 - Soir Vendredi
- 2004 - RRRrrrr!!! - Na Idade da Pedra
- 2004 - Narco
- 2008 - Agathe Cléry
- 2009 - Le Petit Nicolas
- 2011 - Monte Carlo
- 2012 - Astérix e Obélix: Ao Serviço de Sua Majestade
- 2014 - Les Vacances du Petit Nicolas
- 2017 - Marie-Francine
- 2018 - Neuilly sa mère, sa mère!
- 2023 - Coup de chance

### Como diretora/roteirista
- 1997 - Quadrilha
- 1999 -	Le derrière
- 2005 - Palais royal!
- 2013 - The Ultimate Accessory
- 2017 - Marie-Francine

### Na Dublagem
- 1993 : L'Incroyable Voyage  (Sassy)
- 1999 - Tarzan de Kevin Lima e Chris Buck (Jane)
- 2000 - Chicken Run de Peter Lord (Ginger)
- 2005 - Pollux, le manège enchanté de Jean Duval (Azalée)
- 2006 - Arthur et les Minimoys de Luc Besson (A Mãe de Arthur)

### No Teatro
- Valérie Lemercier au Splendid, Théâtre du Palais-Royal (1989)
- Um filé à patte, Théâtre du Palais-Royal (1989)
- Valérie Lemercier no Théâtre de Paris (1995-1996)
- Folies Bergère (2000)
- Valérie Lemercier no Le Palace, em Paris (2008)

## Discografia
- Valérie Lemercier chante (1996)
- Comme beaucoup de messieurs - dueto com a banda The Divine Comedy (1996)
- J'ai un mari - dueto com Pascale Borel (2006)
- Pourquoi tu t'en vas? - dueto com Christophe Willem (2007)
- Peter e o Lobo (Narradora) (2007)
- Le Coup de soleil - dueto com Vincent Delerm (2007)